# Republikflucht

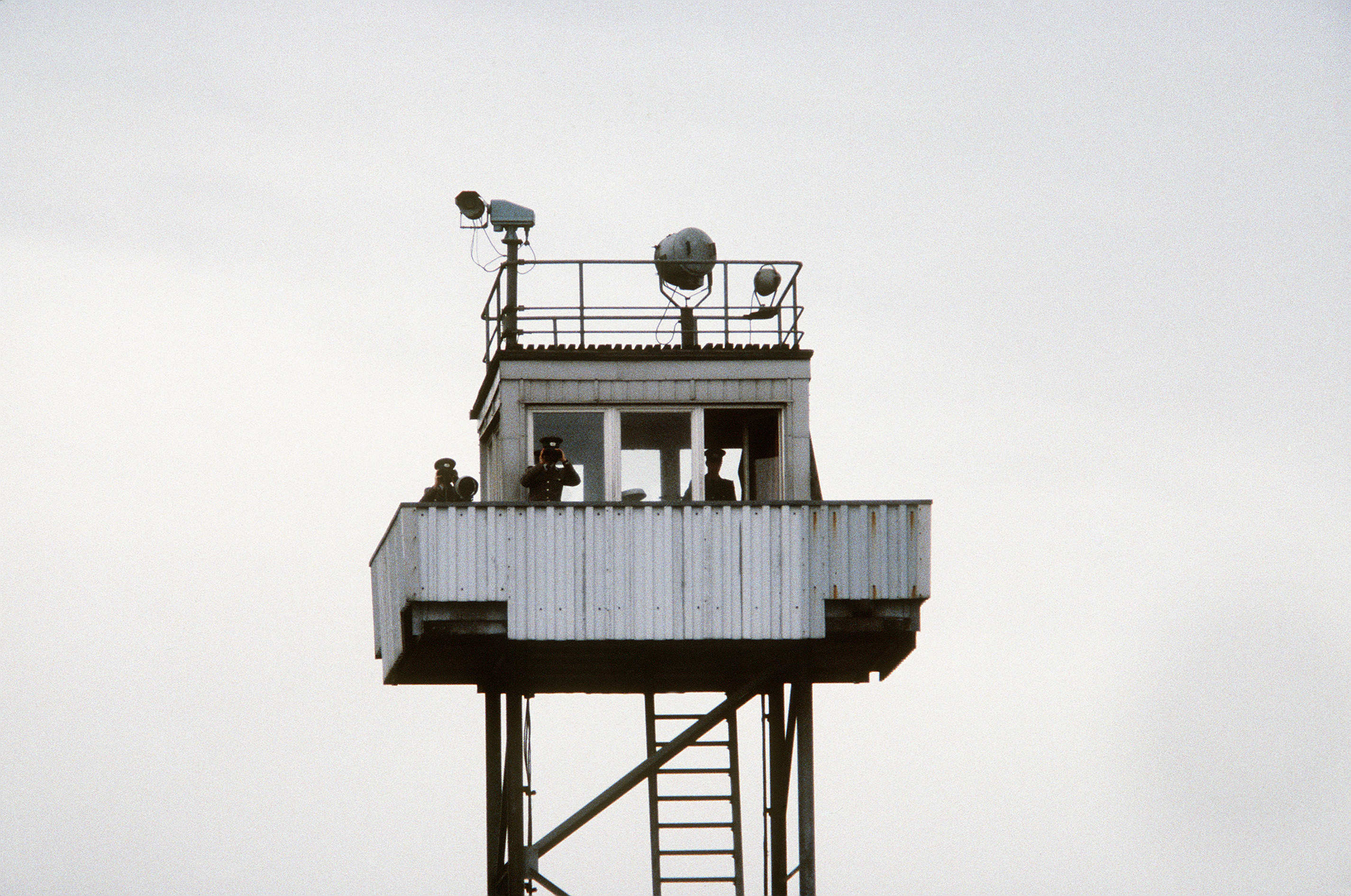
Вишка прикордонних військ НДР на кордоні з ФРН. 1984

«Republikflucht» (читається як «Републікфлюхт», означає дослівно «Втеча із Республіки») — неофіційна назва, що закріпилася в НДР (а пізніше і у ФРН), яка означала втечу населення до Західного Берліну або до будь-якої іншої західної країни. Відповідно до § 213 Кримінального кодексу НДР Перетин кордону НДР без дозволу місцевої влади карався до 5 років, проте фактично Національна рада оборони НДР віддала наказ стріляти в перебіжчиків на поразку. 

## Історія
У 1952 НДР закрила внутрішньонімецький кордон з ФРН, в 1961 зі зведенням Берлінської стіни був закритий кордон із Західним Берліном.  
Ці державні заходи були прийняті для запобігання трудової міграції кваліфікованих кадрів з НДР до Західної Німеччини. За офіційною версією закриття кордонів НДР було викликано необхідністю захисту першої соціалістичної держави на німецькій землі. Виїзд громадян НДР на Захід став розглядатися як порушення закону. Офіційний дозвіл на тимчасовий виїзд із НДР видавався у виняткових випадках для досягнення економічних, наукових, культурних, політичних і розвідувальних цілей. Уряд ФРН практикував викуп за валюту громадян НДР, переважно політичних ув'язнених. До падіння Берлінської стіни Західна Німеччина викупила свободу близько 35 тис. Громадян НДР, витративши на це 3,5 млрд німецьких марок.  
До 1970-х ФРН не визнавала офіційно існування НДР, тому перемовини про викуп політичних в'язнів не велися на урядовому рівні. Від НДР в цих угодах брав участь спеціальний відділ Міністерства державної безпеки НДР, від ФРН — Федеральне міністерство внутрішньонімецьких відносин. Посередниками виступали адвокати і церква. 
За скоєння злочину за складом злочину, викладеним у абзаці 1 § 213 КК НДР 1968, максимальним покаранням було позбавлення волі на термін до двох років. На практиці незаконний перетин кордону НДР часто кваліфікувався як злочин, скоєний за обтяжуючих обставин, і згідно з абзацом 2 максимальним покаранням в такому випадку було позбавленні волі терміном на 5 років. У новій редакції КК НДР, прийнятої в 1979, незаконний перетин кордону НДР за обтяжуючих обставин карався позбавленням волі на термін до 8 років. 

## Культура
- Фільм «Повітряна куля (Втеча з НДР)» / «Balloon» (2018), знятий Міхаелем Гербіґом, оповідає реальну історію про втечу з НДР у ФРН двох родин на повітряній кулі в 1979.